# Notoetayoa gargantuai
Notoetayoa gargantuai es un mamífero extinto perteneciente a los xenungulados. Vivió en el Paleoceno medio (hace unos 61 - 58 millones de años), sus restos fósiles se han encontrado en América del Sur.

## Descripción
Este animal es conocido solo por un fragmento de la mandíbula, por lo que es imposible reconstruir su apariencia. De la comparación con animales similares pero más conocidos, como Carodnia, se asume que Notoetayoa era un animal de forma pesada y un cuerpo poderoso. El tamaño de Notoetayoa era en cualquier caso menor que el de Carodnia , y es posible que fuera tan grande como un pequeño tapir.
El tercer molar inferior tenía un trigonido más alto que el talonide y el paraconide estaba bien definido (no estaba fusionado con el metaconide). Comparado con el afín Etayoa, el metacristido era corto y corto, y el precingúlido era más robusto que el de Etayoa y Carodnia. La cuenca del talonide no estaba abierta lingualmente como en Carodnia, sino cerrada (como en Etayoa). El hipoconido y el hipoconulido eran distintos y estaban unidos por un postmetacristido bajo y redondeado. La entoconida era más grande que la de Etayoa, y el entocristide se crinuló y se proyectó mesialmente hacia el lado distal-lingual del metacónido. La raíz distal debajo de la talónida no era vertical como en Carodnia sino oblicua a la mesial.

## Clasificación
Notoetayoa gargantuai fue descrita por primera vez en 2008, a partir de restos fósiles encontrados en la provincia de Chubut en la Patagonia (Argentina), en suelos del Paleoceno Medio. Notoetayoa es considerado miembro de los xenungulados, un enigmático grupo de mamíferos ungulados sudamericanos con afinidades inciertas. En particular, Notoetayoa se considera muy similar a Etayoa, en la familia Etayoidae; en comparación con el último género, sin embargo, las dimensiones de Notoetayoa eran mucho mayores. El descubrimiento de Notoetayoaha ampliado el conocimiento de los etayoiidos tanto geográfica como estratigráficamente, ya que hasta la descripción de Notoetayoa se habían encontrado mucho más al norte (Colombia) en suelos más recientes (probablemente Paleoceno superior - Eoceno inferior).